# John Ventimiglia
John Ventimiglia (17 de julio de 1963) es un actor estadounidense, conocido por su papel de Artie Bucco en la serie Los Soprano. Ha trabajado en películas como Cop Land, The Funeral, Mickey Blue Eyes y Trees Lounge, y en series televisivas como Law & Order y NYPD Blue. 
Nació en Ridgewood, Queens, Nueva York, y creció en Teaneck, Nueva Jersey. Actualmente vive en Brooklyn con sus dos hijas.